# Steubenville (Ohio)
Steubenville – miasto w Stanach Zjednoczonych, we wschodniej części stanu Ohio, nad rzeką Ohio, w zespole miejskim Steubenville-Weirton. W Steubenville 7 czerwca 1917 r. urodził się aktor i piosenkarz Dean Martin. Liczba mieszkańców miasta w 2000 roku wynosiła 18 996, a zespołu miejskiego ok. 158 tys.
Miasto jest stolicą diecezji rzymskokatolickiej w metropolii Cincinnati.
W mieście rozwinął się przemysł chemiczny, papierniczy oraz hutniczy.

## Klimat
Miasto leży w strefie klimatu umiarkowanego, subtropikalnego, wilgotnego, bez pory suchej i z gorącym latem, należącego według klasyfikacji Köppena do strefy Cfa. Średnia temperatura roczna wynosi 11,1°C, a opady 1031,2 mm (w tym do 78,5 cm opadów śniegu). Średnia temperatura najcieplejszego miesiąca - lipca wynosi 22,9°C, najzimniejszego - stycznia -1,6°C, podczas gdy rekordowe temperatury wynoszą odpowiednio 38,9°C i -30,0°C.